# 新疆山黧豆
新疆山黧豆（学名：Lathyrus gmelinii）为豆科山黧豆属下的一个种。